# Chaetomys subspinosus
Porc-épic épineux
Sous-famille
Genre
Espèce
Statut de conservation UICN

 VU B1ab(ii,iii,iv) : Vulnérable
Le Porc-épic épineux (Chaetomys subspinosus) est une espèce de mammifères de la famille des Erethizontidae qui regroupe les porcs-épics du continent américain. C'est la seule espèce du genre Chaetomys et de la sous-famille des Chaetomyinae. L'espèce était considérée comme éteinte depuis 100 à 150 ans quand elle a été « retrouvée » au Brésil en 1989. Cela en fait un taxon Lazare. Ce mammifère rongeur terrestre nocturne est essentiellement arboricole. Endémique du Brésil, il est toujours menacé par la perte progressive de son habitat naturel et par la chasse pour sa chair, qui contribuent à en réduire et fragmenter les populations. L'Union internationale pour la conservation de la nature (IUCN) considère donc l'espèce comme étant vulnérable (VU).

## Classification
Cette espèce a été décrite pour la première fois en 1818 par le naturaliste allemand Ignaz von Olfers (1793-1871), le genre en 1843 par le zoologiste britannique John Edward Gray (1800-1875) et la sous-famille en 1897 par le zoologiste britannique Michael Rogers Oldfield Thomas (1858-1929).
Les caractéristiques atypiques de leur denture font hésiter des auteurs comme Patterson et Wood (1982) à classer ces porcs-épics dans la famille des Echimyidae. Néanmoins, la plupart les placent désormais de préférence dans celle des Erethizontidae.

### Synonymes
- Synonyme de la sous-famille des Chaetomyinae : Cercolabidae Cabrera, 1901
- Synonyme du genre Chaetomys : Plectrochorerus Pictet, 1843
- Synonymes de l'espèce subspinosus :
  - moricandi (Pictet, 1943)
  - tortilis (Olfers, 1820)